# ベス・フェニックス
ベス・フェニックス（Beth Phoenix、1980年11月24日 - ）は、アメリカ合衆国の女子プロレスラー、ディーヴァ。ニューヨーク州バッファロー出身。身長170cm、体重68kg、本名はエリザベス・コープランド （Elizabeth Copeland）。
アメリカのプロレス団体WWEのRAWに所属していた。ディーヴァとしては圧倒的な体格とパワーを持ちグラマゾン（The Glamazon / 日本語放送版での翻訳は「女戦士」）と名乗っている。

## 来歴
高校時代からレスリングを始める。卒業後はプロレスの養成所でトレーニングを重ね、2001年にプロレスデビューし、その後はインディ団体を転戦する。
2004年春にWWEのトライアウトに合格し、下部組織のOVWで活動を開始する。
2006年5月8日のRAWにおいて当時ヒールだったミッキー・ジェームスを強襲し、彼女に恨みを持つ旧友というギミックでデビューし、抗争を開始するが、6月にのビクトリアとの試合で顎を骨折したため戦線離脱する。
2007年7月9日にヒールとして復帰する。復帰後はミッキーとの抗争を経て女子王者のキャンディス・ミシェルと抗争を開始し、10月のノー・マーシーでキャンディスから女子王座を奪取する。その後王座を防衛し続けるが2008年4月にミッキー・ジェームスに王座を奪われる。
この頃から共に活動していたメリーナと仲間割れを起こし抗争するが、メリーナの怪我により立ち消えとなった。
7月頃からサンティーノ・マレラとの恋愛アングルがスタートし、グラマレラとして活動し始める。8月のサマースラムでサンティーノ・マレラとタッグを組み、インターコンチネンタル王座＆女子王座総取りタッグ戦でミッキー・ジェームスから女子王座を奪取し、サンティーノ・マレラも、IC王座をコフィ・キングストンから奪取に成功する。
11月頃から怪我から復帰したメリーナと再び抗争を開始する。同時期にベスの大ファンというギミックでデビューしたローザ・メンデスを従えるようになる。
2009年1月のロイヤルランブルでメリーナに敗れ、王座を奪われる。4月のレッスルマニアでのミス・レッスルマニアを決めるバトルロイヤルがきっかけとなりサンティーナ（サンティーノ）との抗争が始まる。その後サンティーナの解雇(アングル上)により抗争は終了する。
10月12日にはディーバ・トレードが行われてスマックダウンへ移籍することになった。
2010年1月のロイヤルランブルではチャイナに続いて女性として史上2人目のロイヤルランブル戦出場を果たす。ザ・グレート・カリを落下させたがCMパンクに排除される。2月末ごろからはECWから移籍していたティファニーがミシェル・マクールらに暴行されているのを救助し、ベビーターンする。その後マクールの持つ女子王座に狙いを定め4月26日のエクストリーム・ルールズでマクールに勝利し、自身3度目のWWE女子王座を奪取する。しかし5月6日のWWEスーパースターズで負傷したため14日のスマックダウンでレイラに王座を明け渡し、その後怪我の治療のため欠場となる。
11月21日のサバイバー・シリーズでレイ・クールに襲われていたナタリヤを救助する形で復帰した。
2011年4月末に行われた追加ドラフトでRAWに移籍した。
2011年8月にヒールターンして、その後、ナタリヤとディーバズ・オブ・ドゥーム（Divas of Doom）を結成、さらにディーバ王座を獲得し、2012年4月23日のRAWでニッキー・ベラに奪われるまでかなり長い時期王座に居座った。
その後数か月、出番が少なかったが、RAWの運営監督となったヴィッキー・ゲレロによって急に解雇宣告され、WWEを去った（実際は家族との時間を優先するための自主退団）。
2017年、WWE殿堂に迎えられた。3月31日にフロリダ州オーランドのアムウェイ・センターで行われた殿堂入り式典では、ナタリヤがインダクターを務めた。
2022年1月1日(日本時間2日)にWWEでリング復帰。

## その他
- カナダのレスラーで、タッグチーム「オール・ナイターズ（英語版）」を結成しているジョーイ・ナイトことジョーイ・カロランと結婚したが、2010年に離婚した。
- 2014年2月、WWEレスラーであったエッジ（アダム・コープランド）が、前年末にベスとの間に娘が誕生したと発表。
- 2016年5月、前月にエッジとの間に二人目の娘が誕生したと発表。
- 2016年10月30日、エッジの43歳の誕生日であるこの日に二人は結婚した。

## 得意技

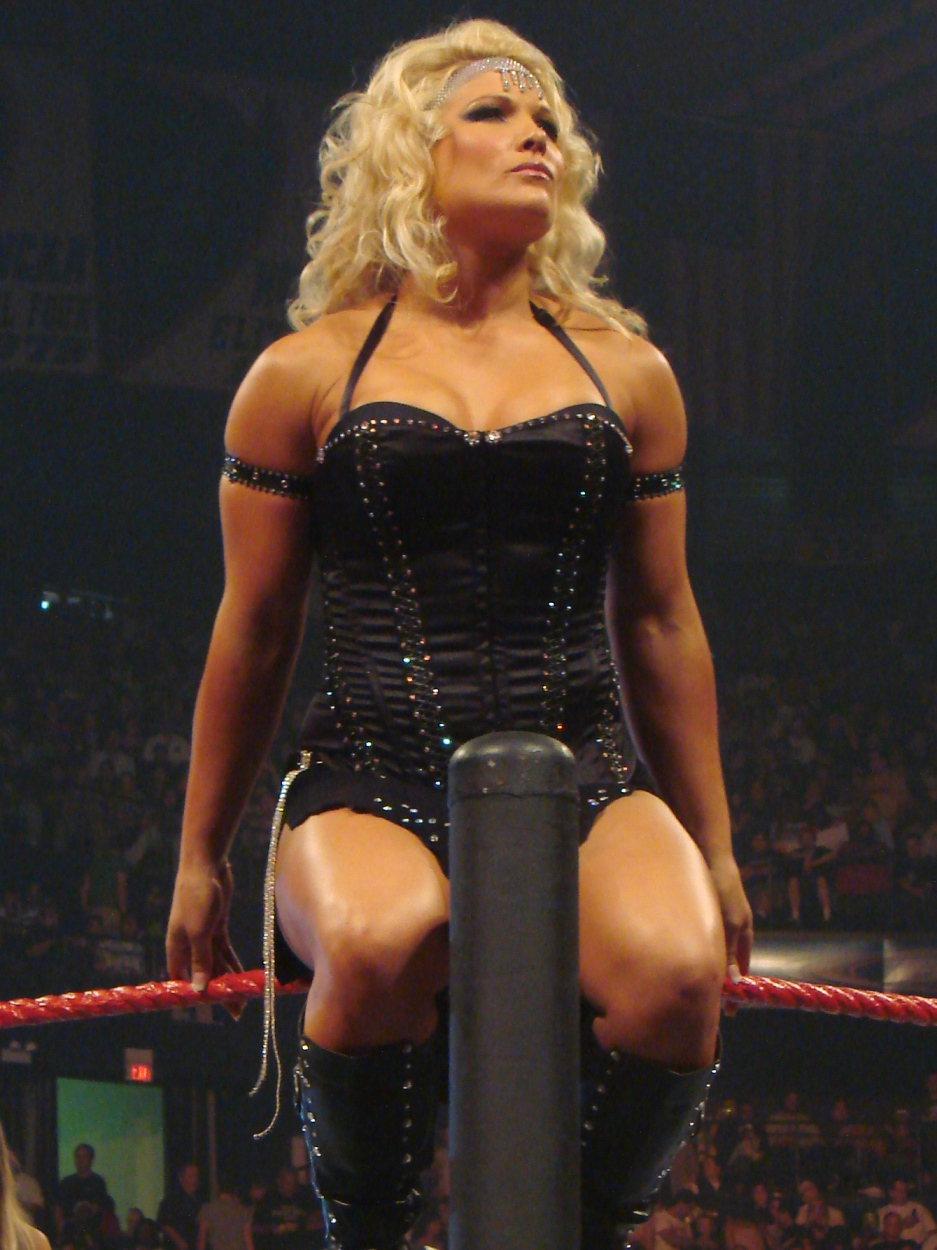
リングに入場するベス・フェニックス

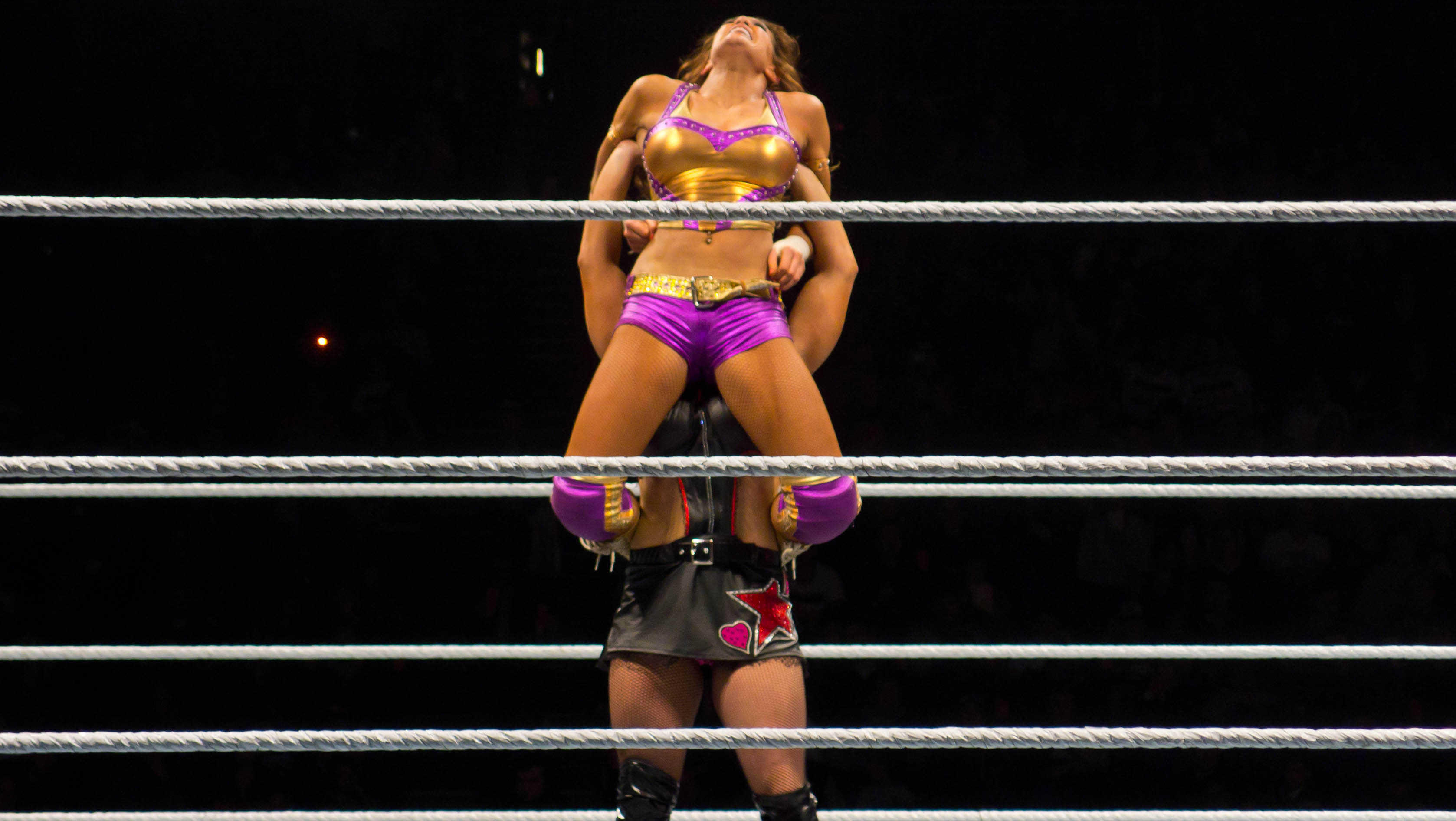
グラムスラム
相手の背後からダブルチキンウィングの形で両腕を捕らえた相手を真上に持ち上げて一旦その場で静止しながら両腕のクラッチを離して、相手の太腿辺りを抱え直して、うつ伏せの状態となった相手を前に押し倒しながらシットダウン・パワーボムの形で叩きつけるフェイスバスター。

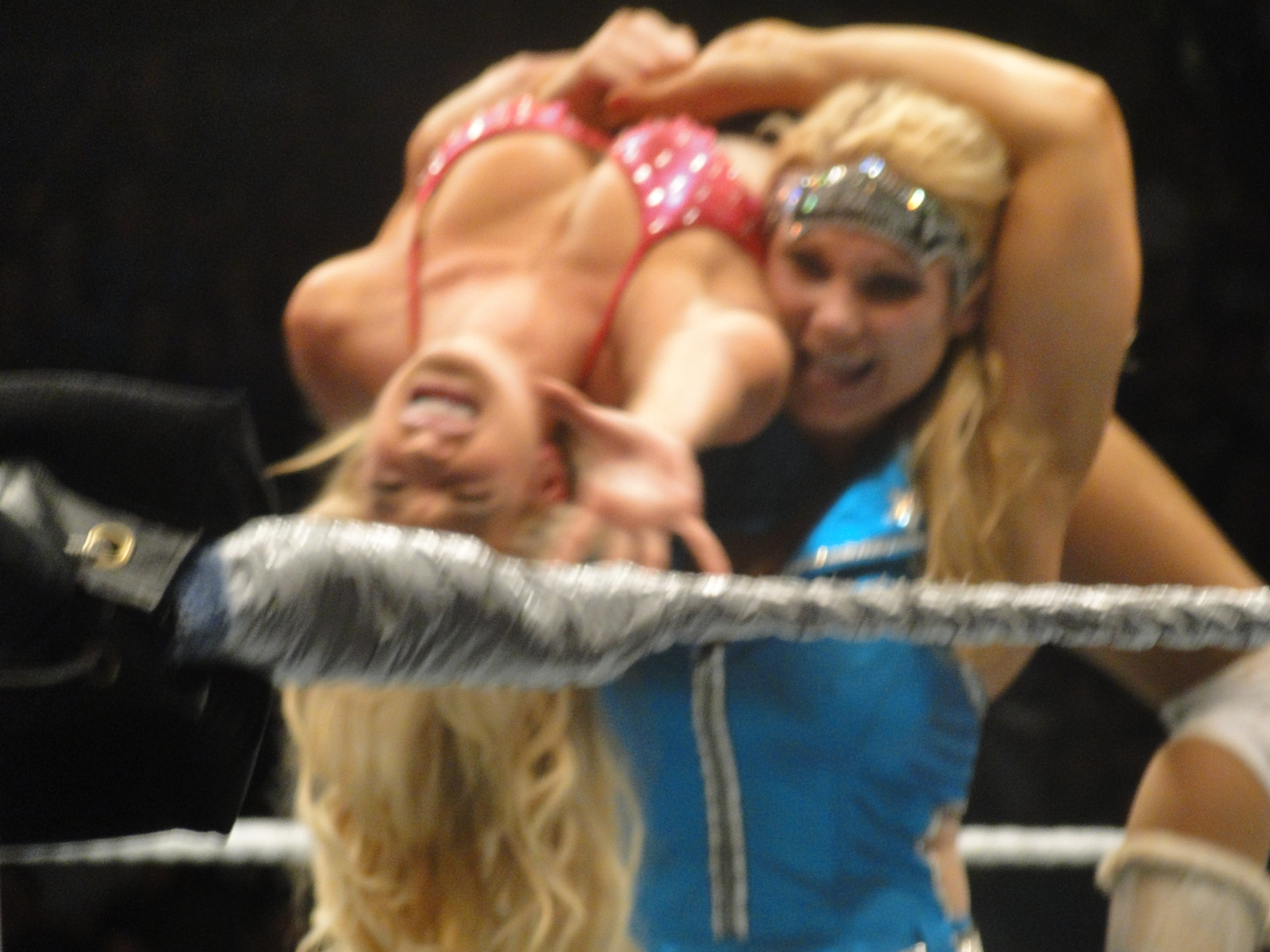
カナディアンバックブリーカー
ベスバレー・ドライバー
サモアン・ドライバーと同じ技。
リフトアップ・スラム
スクープ・スラム
フィッシャーマンズ・スープレックス
みちのくドライバーII
ビックブーツ

## 獲得タイトル
プロレス
- WWE・女子王座 : 3回
- 統一ディーヴァズ王座 : 1回
- OVW女子王座 : 2回
- FNW・クルーザー級王座 : 1回
- GLORY・王座 : 1回

レスリング
- アメリカ東北地区・72kg級チャンピオン（1999年 ノートルダム高校）
- ニューヨーク州・72kg級チャンピオン（1999年 ノートルダム高校）

## 入場曲
- Glamazon